# Rombuszhalfélék
A rombuszhalfélék (Bothidae) a sugarasúszójú halak (Actinopterygii) osztályába és a lepényhalalakúak (Pleuronectiformes) rendjébe tartozó család.

## Rendszerezés
A családba az alábbi nemek tartoznak:
- Arnoglossus
- Asterorhombus
- Bothus
- Chascanopsetta
- Crossorhombus
- Engyophrys
- Engyprosopon
- Grammatobothus
- Japonolaeops
- Kamoharaia
- Laeops
- Lophonectes
- Monolene
- Neolaeops
- Parabothus
- Perissias
- Psettina
- Taeniopsetta
- Tosarhombus
- Trichopsetta